# 다리우시 보시
다리우시 보시(폴란드어: Dariusz Wosz, 1969년 6월 8일, 피에카리실롱스키에 ~ )는 은퇴한 독일의 축구 선수로, 현역 시절 주로 미드필더로 활약하였다. 그는 현재 VfL 보훔 기술 트레이너이다.

## 초기 경력
보시 가(家)는 폴란드 실롱스크에서 할레로 이주하였다.

## 클럽 경력
그는 1980년 BSG 모토 할레에 입단하며 축구계에 입문하였다. 1년 후, 그는 BSG 엠포어 할레로 이적하였고, 1984년에는 할레셔 FC에 합류하였다.
할레셔에 합류한 지 2년 후, 팀은 동독 2부리그인 DDR-오버리가로 승격되었고, 보시는 1986-87 시즌에 성인팀 한 경기에 참여하였다. 이어지는 4시즌간 그는 93경기에 출전하여 15골을 기록하였고, 이후 동독의 오버리가는 독일의 통일과 함께 분데스리가에 흡수되었다.
1991-92 시즌, 보시는 할레에 잔류하여 22경기 출전하여 5골을 득점하였다. 클럽이 1990-91 시즌에 4위를 함에 따라 그는 UEFA컵 1991-92에서 두 경기 출장할 수 있었다.
보시는 1991-92 시즌 종료가 다가오자 VfL 보훔과 계약을 하였다. 주장의 직위로 그는 보훔의 전성기를 이룩했는데 팀은 UEFA컵 1997-98의 3라운드에서 AFC 아약스에 합계 4-6으로 패하였다.
1998년 여름, 보시는 헤르타 BSC 베를린으로 이적하였다. 3년 동안 UEFA 챔피언스리그 참가를 비롯한 성공을 거둔 후, 그는 보훔으로 복귀하였고, 팀의 UEFA컵 2004-05 본선 진출을 도왔다. 마지막 시즌인 2006-07 시즌, 그는 70분에 즈베즈단 미시모비치와 교체투입된 보루시아 묀헨글라트바흐전에서의 한 경기 출전에 그쳤다. 교체 투입 12분 후, 그는 분데스리가 마지막 골을 득점하였다. 2007년 여름, 그는 주로 활동하던 보훔을 연고로 하는 SC 우니온 베어겐에서 활동 후, 2009년 여름에 은퇴하였다.

## 경력 통계
2007년 5월 20일 기준
| 클럽 경력        | 클럽 경력        | 클럽 경력        | 리그 | 리그 | 컵        | 컵        | 리그컵 | 리그컵 | 클럽대항전 | 클럽대항전 | 합계 | 합계 |
| 시즌             | 클럽             | 리그             | 출장 | 골   | 출장      | 골        | 출장   | 골     | 출장       | 골         | 출장 | 골   |
| 독일 민주 공화국 | 독일 민주 공화국 | 독일 민주 공화국 | 리그 | 리그 | FDGB-포칼 | FDGB-포칼 | 리그컵 | 리그컵 | 유럽대항전 | 유럽대항전 | 합계 | 합계 |
| ---------------- | ---------------- | ---------------- | ---- | ---- | --------- | --------- | ------ | ------ | ---------- | ---------- | ---- | ---- |
| 1986–87          | 할레셔 FC        | DDR-리가         | 1    | 0    |           |           | —      | —      | —          | —          |      |      |
| 1987–88          | 할레셔 FC        | DDR-오버리가     | 22   | 2    |           |           | —      | —      | —          | —          |      |      |
| 1988–89          | 할레셔 FC        | DDR-오버리가     | 21   | 5    |           |           | —      | —      | —          | —          |      |      |
| 1989–90          | 할레셔 FC        | DDR-오버리가     | 24   | 5    |           |           | —      | —      | —          | —          |      |      |
| 1990–91          | 할레셔 FC        | NOFV-오버리가    | 26   | 3    |           |           | —      | —      | —          | —          |      |      |
| 독일             | 독일             | 독일             | 리그 | 리그 | DFB-포칼  | DFB-포칼  | 리그컵 | 리그컵 | 유럽대항전 | 유럽대항전 | 합계 | 합계 |
| 1991-92          | 할레셔 FC        | 2. 분데스리가    | 22   | 5    | 1         | 0         | —      | —      | 2          | 0          | 25   | 5    |
| 1991-92          | VfL 보훔         | 분데스리가       | 16   | 0    | 0         | 0         | —      | —      | —          | —          | 16   | 0    |
| 1992-93          | VfL 보훔         | 분데스리가       | 33   | 3    | 2         | 0         | —      | —      | —          | —          | 35   | 3    |
| 1993-94          | VfL 보훔         | 2. 분데스리가    | 34   | 3    | 1         | 0         | —      | —      | —          | —          | 35   | 3    |
| 1994-95          | VfL 보훔         | 분데스리가       | 32   | 2    | 2         | 0         | —      | —      | —          | —          | 34   | 2    |
| 1995-96          | VfL 보훔         | 분데스리가       | 31   | 3    | 1         | 0         | —      | —      | —          | —          | 32   | 3    |
| 1996-97          | VfL 보훔         | 분데스리가       | 32   | 9    | 4         | 0         | —      | —      | —          | —          | 36   | 9    |
| 1997-98          | VfL 보훔         | 분데스리가       | 33   | 5    | 2         | 1         | 1      | 0      | 6          | 1          | 42   | 7    |
| 1998-99          | 헤르타 BSC       | 분데스리가       | 31   | 3    | 3         | 0         | —      | —      | —          | —          | 34   | 3    |
| 1999-00          | 헤르타 BSC       | 분데스리가       | 32   | 5    | 1         | 0         | 1      | 0      | 12         | 2          | 46   | 7    |
| 2000-01          | 헤르타 BSC       | 분데스리가       | 22   | 3    | 1         | 1         | 3      | 0      | 3          | 0          | 29   | 4    |
| 2001-02          | VfL 보훔         | 2. 분데스리가    | 27   | 6    | 1         | 0         | —      | —      | —          | —          | 28   | 6    |
| 2002-03          | VfL 보훔         | 분데스리가       | 30   | 2    | 4         | 1         | —      | —      | —          | —          | 34   | 3    |
| 2003-04          | VfL 보훔         | 분데스리가       | 33   | 4    | 0         | 0         | 1      | 0      | —          | —          | 34   | 4    |
| 2004-05          | VfL 보훔         | 분데스리가       | 29   | 2    | 1         | 0         | 1      | 0      | 2          | 0          | 33   | 2    |
| 2005-06          | VfL 보훔         | 2. 분데스리가    | 15   | 1    | 1         | 1         | —      | —      | —          | —          | 16   | 2    |
| 2006-07          | VfL 보훔         | 분데스리가       | 1    | 1    | 0         | 0         | —      | —      | —          | —          | 1    | 1    |
| 합계             | 독일 민주 공화국 | 독일 민주 공화국 | 94   | 15   |           |           | 0      | 0      | 0          | 0          |      |      |
| 합계             | 독일             | 독일             | 453  | 57   | 25        | 4         | 7      | 0      | 25         | 3          | 510  | 64   |
| 경력 합계        | 경력 합계        | 경력 합계        | 547  | 72   |           |           | 7      | 0      | 25         | 3          |      |      |

## 국가대표팀 경력
보시는 1989년 3월 22일, 드레스덴에서의 핀란드전에서 독일 민주 공화국 국가대표 경기에 처음으로 출전하였다. 경기는 1-1 무승부로 끝났다. 그가 7번째로 출전한 1990년 9월 12일, 브뤼셀에서의 벨기에전은 독일 민주 공화국 대표로는 마지막 경기였다. 독일 민주 공화국은 이 경기에서 2-1 승리를 거두었다.
1997년 2월 26일, 그는 통일 독일 대표로 이스라엘 텔아비브에서 열린 이스라엘전에 처음으로 출전하였다. 독일은 이 경기에서 이스라엘에 1-0 승리를 기록하였는데, 보시가 결승골을 득점하였다. 보시는 UEFA 유로 2000 스쿼드에 포함되었으나 에리히 리베크 감독은 1분도 그를 사용하지 않았다. 그는 2000년 11월 15일, 덴마크 코펜하겐에서 열린 덴마크전을 이후로 더 이상 국가대표팀 경기에 출전하지 않았다. 독일은 이 경기에서 덴마크에 1-2로 패하였다.
| 국가대표팀 득점기록 | 국가대표팀 득점기록 | 국가대표팀 득점기록        | 국가대표팀 득점기록 | 국가대표팀 득점기록 | 국가대표팀 득점기록 | 국가대표팀 득점기록 |
| #                   | 날짜                | 경기장                     | 상대                | 점수                | 최종결과            | 대회                |
| ------------------- | ------------------- | -------------------------- | ------------------- | ------------------- | ------------------- | ------------------- |
| 1.                  | 1997년 2월 26일     | 라마트 간 경기장, 텔아비브 | 이스라엘            | 1–0                 | 1–0                 | 친선경기            |

## 감독 경력
은퇴 이후, 보시는 보훔의 U-19팀 감독이 되었고, 2009년 9월 20일, 그는 분데스리가에 있는 1군팀의 수석코치가 되었다. 2010년 4월 29일, 그는 하이코 헤를리히를 대신하여 임시로 VfL 보훔의 감독이 되었다.

## 백그라운드
- 보시는 VfL 보훔에서 유일하게 "고별경기"를 치른 선수이다. 2007년 9월 8일, 보훔의 UEFA컵 출전 스쿼드가 보시의 구 팀동료들을 상대하였다. 이 경기는 12-8로 종료되었고, 양쪽에서 뛴 보시는 두 골을 기록하였다.
- 보시가 VfL 보훔에 복귀하였을 때, 서포터들은 대명사 "그" (독일어: er) 로 불렸다.